# Нагли, Михаил Владимирович
Михаил Владимирович Нагли (1926 — 2012) — советский и российский режиссёр и театральный педагог,  заслуженный деятель искусств РСФСР.

## Биография
Родился 29 сентября 1926 года. Его отец Владимир Наумович Нагли работал в ленинградских театрах, в 1932—1936 годах был директором Государственного театра драмы им. А. С. Пушкина (ныне Александринский), в 1938 году был репрессирован и пропал без вести.
В годы Великой Отечественной войны находился в эвакуации в Ленинске-Кузнецком, где в 1944 году был призван в армию, окончил Троицкую авиационную школу.
Окончил Ленинградский государственный театральный институт имени А. Островского в 1949 году. Работал режиссёром Тамбовского (1950—1952), Оренбургского (1953—1968) и Краснодарского (1968—1990) драматических театров. Затем до конца жизни был заведующим кафедрой, профессором Краснодарского государственного университета культуры и искусств. С 1993 года — художественный руководитель и режиссёр театра ветеранов сцены творческого объединения «Премьера».
Умер 25 апреля 2012 года в Краснодаре.

## Награды
- Заслуженный артист РСФСР (1964)
- Заслуженный деятель искусств РСФСР (1977).

## Театральные работы
- «Преступление и наказание» по Ф. Достоевскому
- «На всякого мудреца довольно простоты» А. Островского
- «Лес» А. Островского
- «Жаркое лето в Берлине» Д. Кьюсак
- «Отелло» У. Шекспира
- «Анна Каренина» Л. Толстого
- «Под золотым орлом» Я. Галана
- «Парижский жених» А. Папаяна
- «Завтра была война» по повести Б. Васильева
- «Моя профессия - синьор из общества» Дж. Скарначчи и Р. Тарабузи
- «Мораль пани Дульской» Г. Запольской
- «Уступи место» Вини Дельмар
- «Солдатская вдова» по пьесе Н. Анкилова
- «Судьба» по роману П. Проскурина
- «Дама-невидимка» Кальдерона
- «Царь Фёдор Иоаннович» А. Толстого